# Liste der Monuments historiques in Avesnes-le-Sec
Die Liste der Monuments historiques in Avesnes-le-Sec führt die Monuments historiques in der französischen Gemeinde Avesnes-le-Sec auf.

## Liste der Bauwerke
| Bezeichnung                    | Beschreibung                  | Standort                            | Kennzeichnung | Schutzstatus   | Datum | Bild |
| ------------------------------ | ----------------------------- | ----------------------------------- | ------------- | -------------- | ----- | ---- |
| Schloss der Abtei Saint-Aubert | Erbaut ab dem 17. Jahrhundert | Rue du Château Rue Jean-Bart (Lage) | PA00107357    | Classé Inscrit | 1983  |      |

## Liste der Objekte

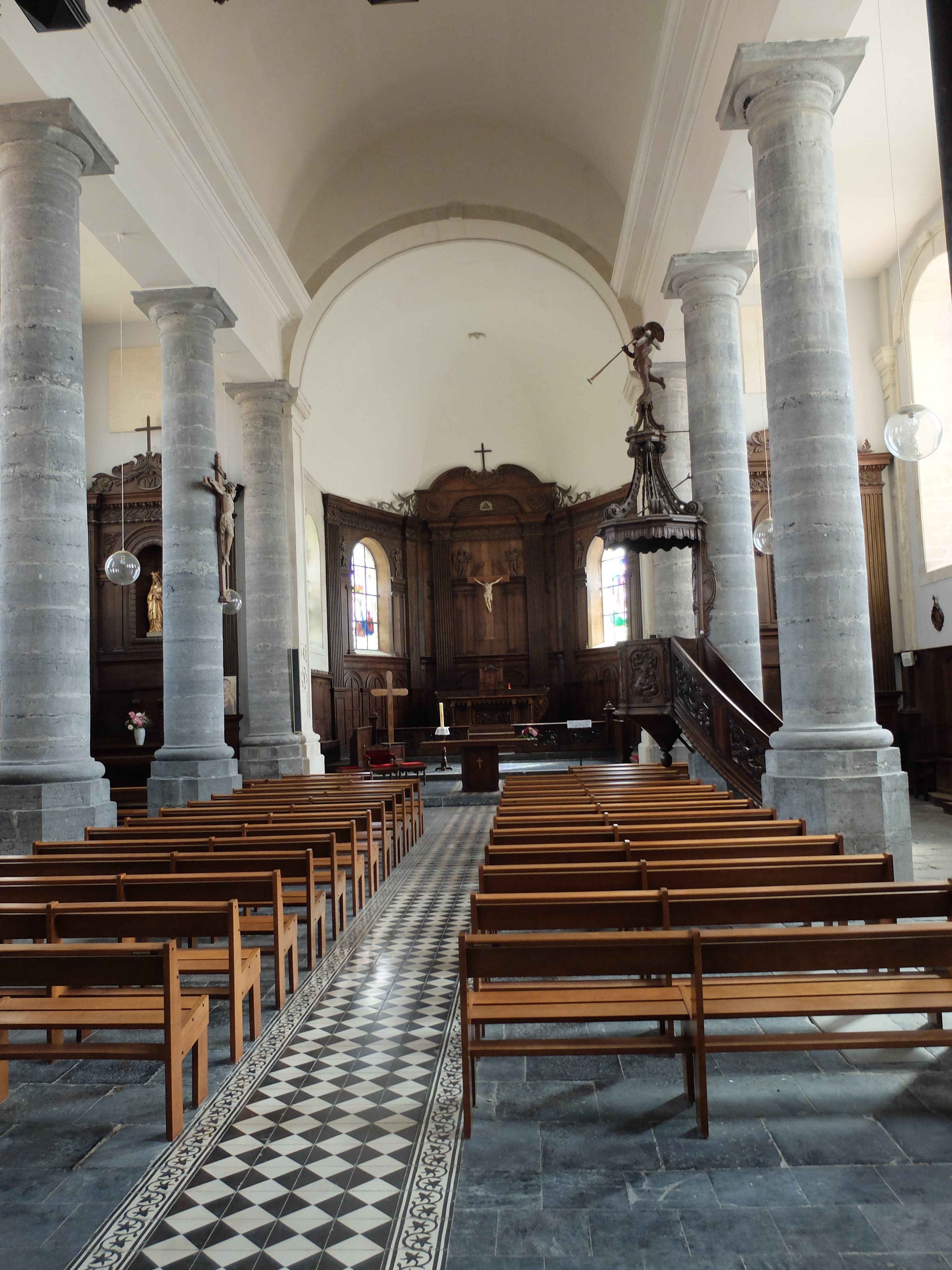
Innenansicht der Kirche St-Aubert mit Kanzel und Altar

- Monuments historiques (Objekte) in Avesnes-le-Sec in der Base Palissy des französischen Kultusministeriums